# Uromyces

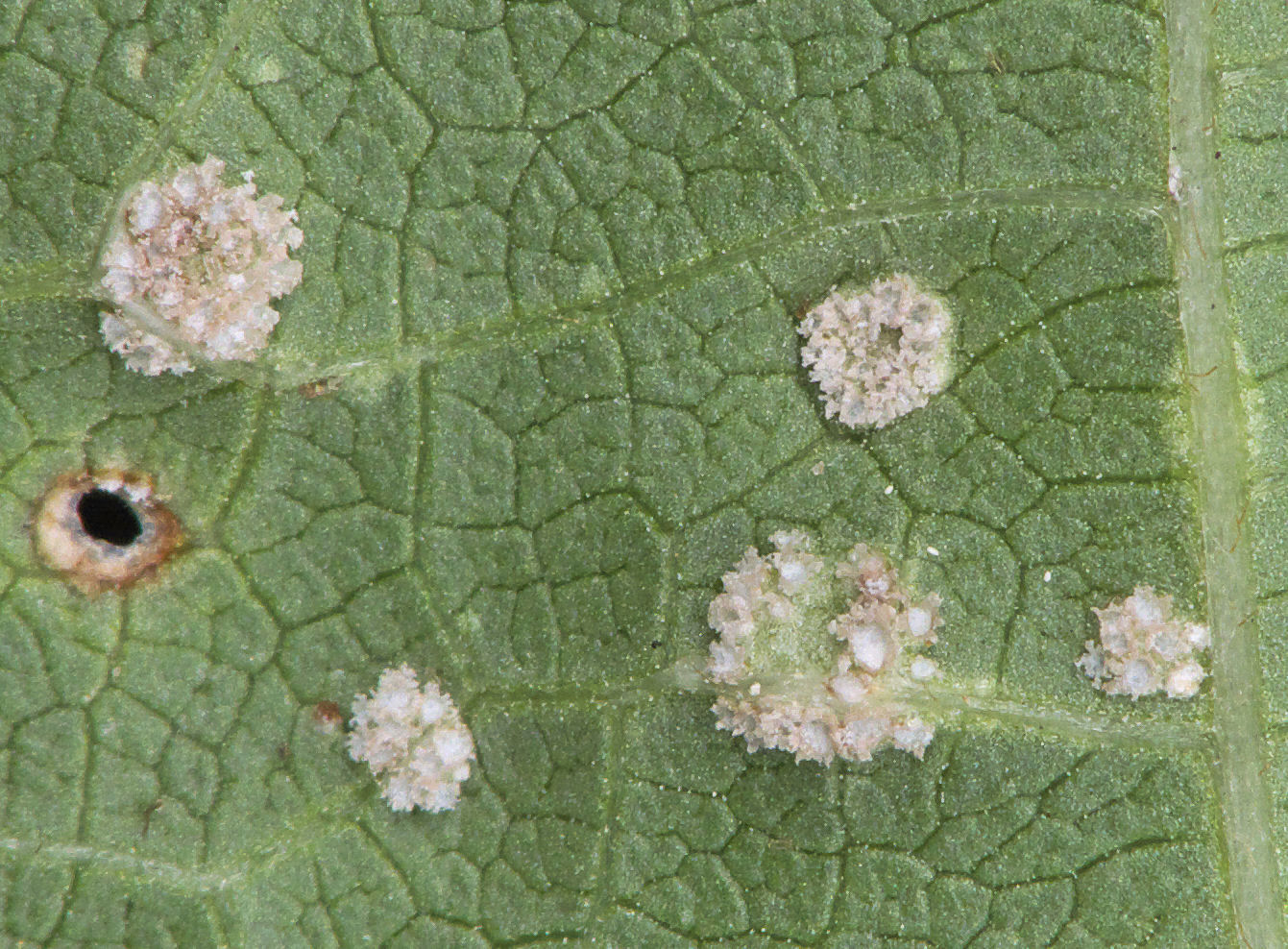
Ecja Uromyces appendiculatus na liściu fasoli

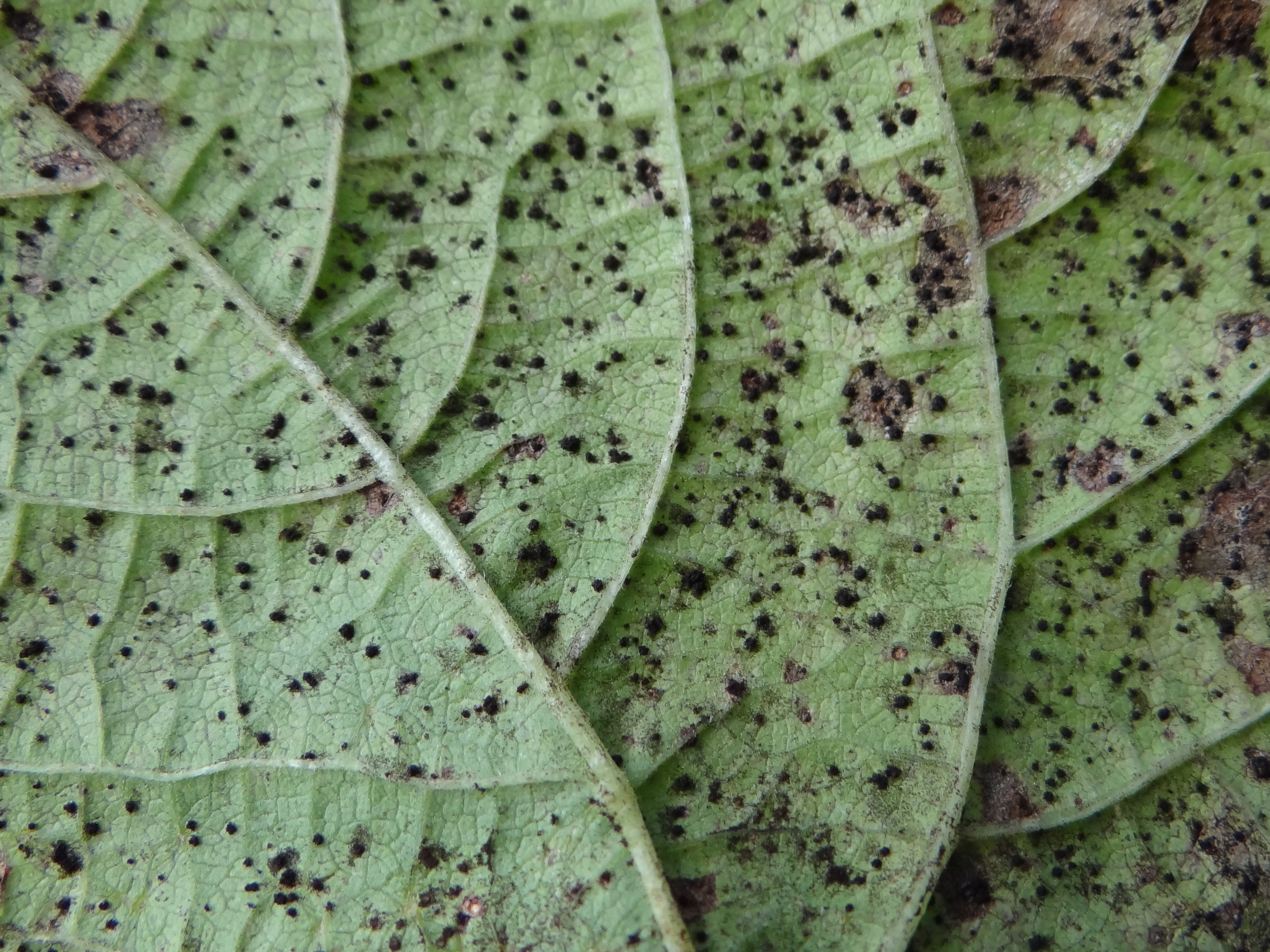
Telia Uromyces appendiculatus na liściu fasoli

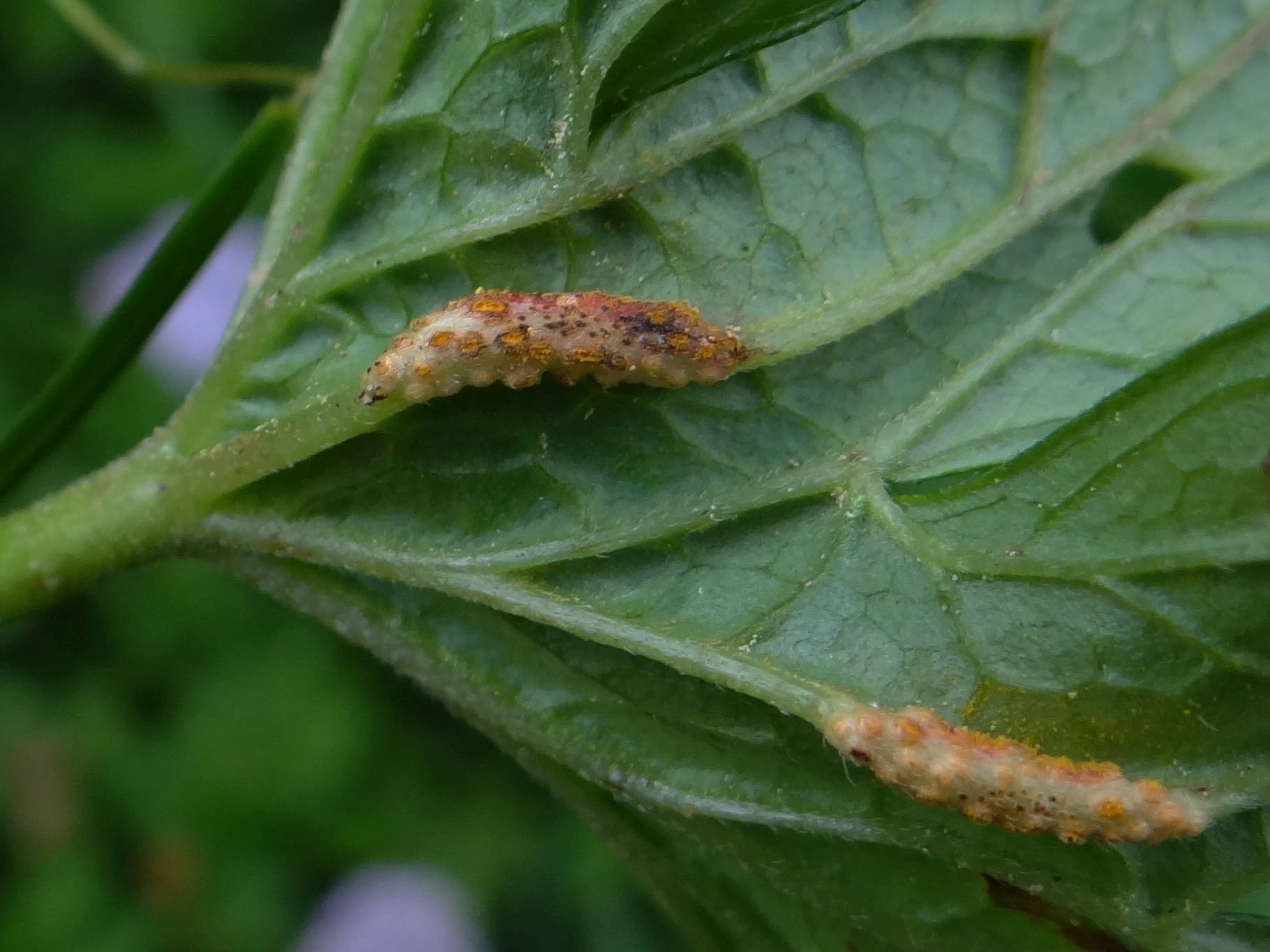
Ecja Uromyces geranii na liściu bodziszka

Uromyces (Link) Unger (sypnik) – rodzaj grzybów z rodziny rdzowatych (Pucciniaceae).

## Systematyka i nazewnictwo
Pozycja w klasyfikacji według Index Fungorum: Pucciniaceae, Pucciniales, Incertae sedis, Pucciniomycetes, Pucciniomycotina, Basidiomycota, Fungi.
Synonimy nazwy naukowej: Alveomyces Bubák,
Capitularia Rabenh.,
Coeomurus Gray,
Dichlamys Syd. & P. Syd.,
Groveola Syd.,
Haplopyxis Syd. & P. Syd.,
Haplotelium Syd.,
Hypodermium subgen. Uromyces Link
Klebahnia Arthur,
Nielsenia Syd.,
Ontotelium Syd.,
Poliotelium Syd.,
Puccinella Fuckel,
Pucciniola L. Marchand,
Teleutospora Arthur & Bisby,
Telospora Arthur,
Trochodium Syd. & P. Syd.,
Uromycopsis Arthur.

## Gatunki występujące w Polsce
- Uromyces acetosae J. Schröt. 1876
- Uromyces aecidiiformis (F. Strauss) C.C. Rees 1917
- Uromyces ambiguus (DC.) Fuckel 1870
- Uromyces anthyllidis (Grev.) J. Schröt. 1875
- Uromyces apiosporus Hazsl. 1873
- Uromyces appendiculatus F. Strauss 1833
- Uromyces armeriae (Schltdl.) Lév. 1847
- Uromyces baeumlerianus Bubák 1908
- Uromyces behenis (DC.) Unger 1836
- Uromyces beticola (Bellynck) Boerema, Loer. & Hamers 1987
- Uromyces cristatus J. Schröt. & Niessl 1877
- Uromyces dactylidis G.H. Otth 1861
- Uromyces dianthi (Pers.) Niessl 1872
- Uromyces ervi (Wallr.) Westend. 1854
- Uromyces fallens (Arthur) Barthol. 1928
- Uromyces ficariae (Schumach.) Lév. 1860
- Uromyces fischeri-eduardi Magnus 1907
- rUomyces fulgens Bubák 1907
- Uromyces gageae Beck 1880
- Uromyces galegae (Opiz) Sacc. 1874
- Uromyces geranii (DC.) G.H. Otth & Wartm. 1847
- Uromyces hedysari-obscuri (DC.) Carestia & Picc. 1871
- Uromyces heimerlianus Magnus 1907
- Uromyces inaequialtus Lasch 1859
- Uromyces japonicus Berk. & M.A. Curtis 1860
- Uromyces junci Tul. 1854
- Uromyces kalmusii Sacc. 1880
- Uromyces limonii (DC.) Lév. 1849
- Uromyces lupinicola Bubák 1902
- Uromyces minor J. Schröt. 1887
- Uromyces muscari Lév. 1847
- Uromyces ononidis Pass. 1874
- Uromyces pallidus Niessl 1872
- Uromyces pisi-sativi (Pers.) Liro 1908
- Uromyces phyteumatum (DC.) G. Winter 1881
- Uromyces polygoni-avicularis (Pers.) P. Karst. 1879[3]
- Uromyces rumicis (Schumach.) G. Winter 1884
- Uromyces salicorniae (DC.) de Bary 1870
- Uromyces scrophulariae (DC.) Berk. & Broome ex J. Schröt. 1869,
- Uromyces scutellatus (Schrank) Lév. 1847
- Uromyces silphii (Syd. & P. Syd.) Arthur 1907
- Uromyces sommerfeltii Hyl., Jørst. & Nannf. 1953
- Uromyces sparsus (Kunze & J.C. Schmidt) Lév. 1865
- Uromyces striatus J. Schröt. 1870
- Uromyces trifolii (R. Hedw.) Lév. 1847
- Uromyces trifolii-repentis Liro 1906
- Uromyces tuberculatus Fuckel 1870
- Uromyces valerianae (Schumach.) Fuckel 1870
- Uromyces veratri (DC.) J. Schröt. 1871
- Uromyces verbasci Niessl 1864
- Uromyces viciae-craccae Const. 1904
- Uromyces viciae-fabae (Pers.) J. Schröt. 1875

Nazwy naukowe na podstawie Index Fungorum. Wykaz gatunków według W. Mułenki i in.